# Kazimiera Alberti
Kazimiera Helena Alberti (ur. 1 kwietnia 1898 we Lwowie, zm. 28 maja 1962 w Bari) – polska poetka, powieściopisarka, tłumaczka, działaczka kulturalna.

## Życiorys

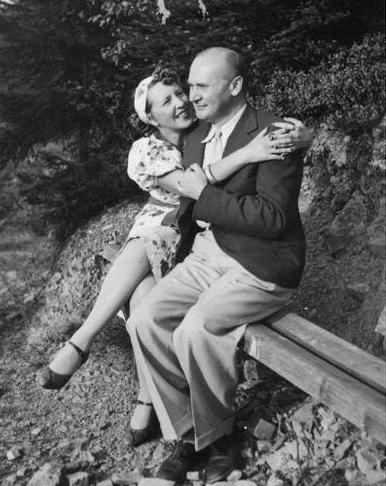
Kazimiera i Stanisław Alberti (ok. 1937)

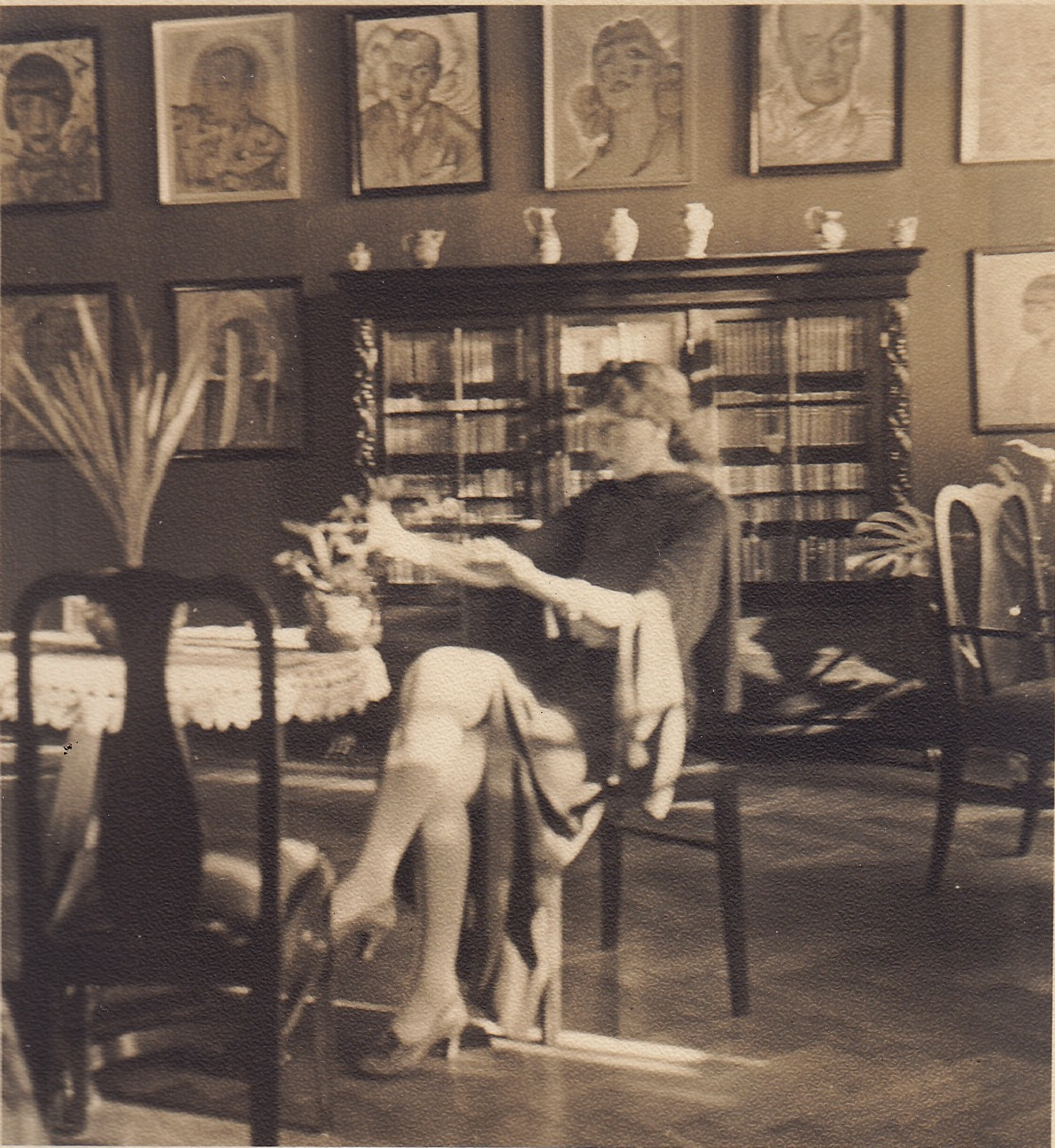
Kazimiera Alberti w mieszkaniu przy ul. Staszica 1 w Białej Krakowskiej. Na ścianie kolekcja rysunków Stanisława Ignacego Witkiewicza przedstawiające Kazimierę i Stanisława Albertiego

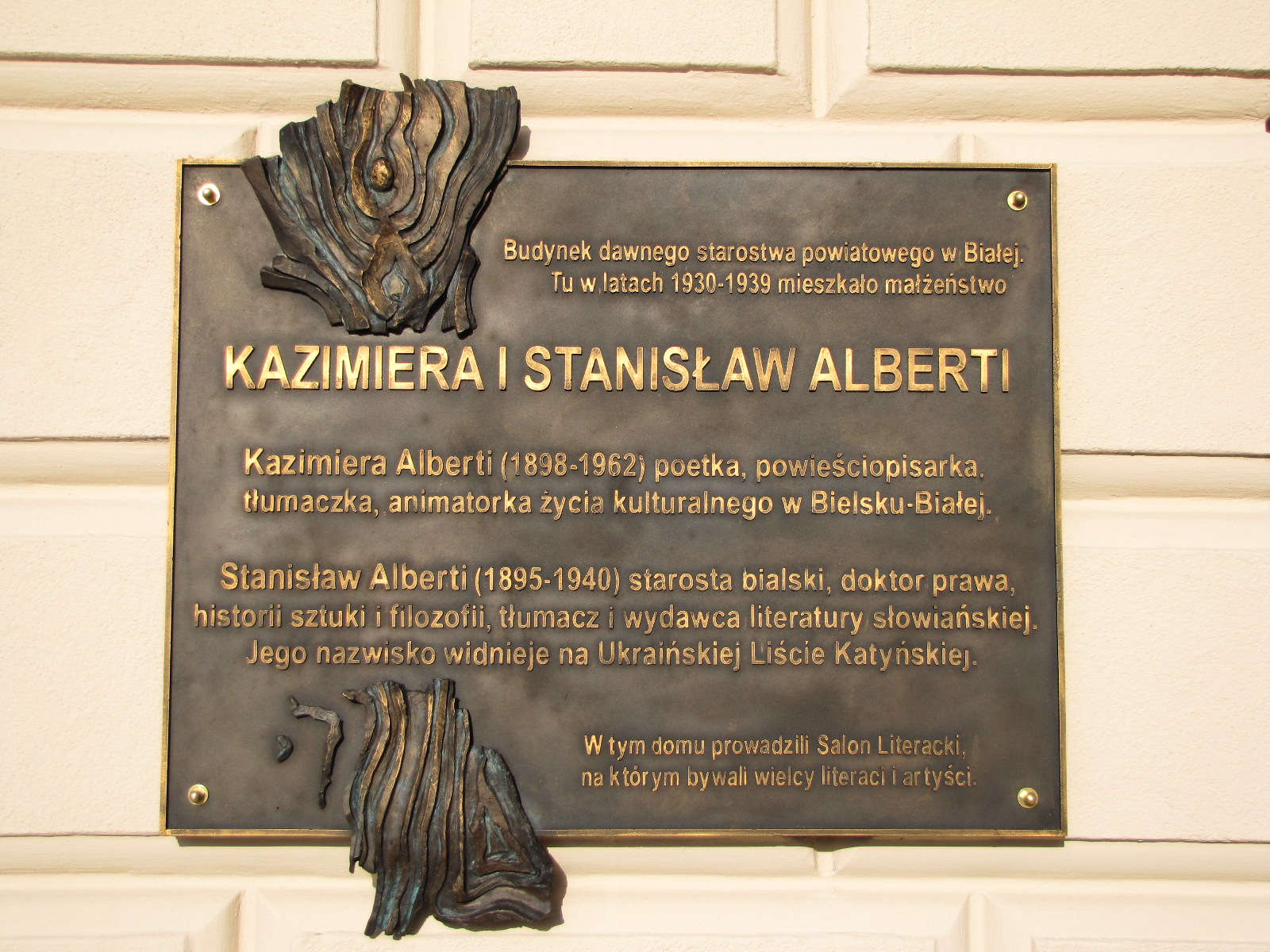
Tablica upamiętniająca małżeństwo Albertich w Bielsku-Białej

Córka Antoniego Szymańskiego i Marii z Filipowskich, dzieciństwo spędziła w Bolechowie w domu rodzinnym matki. Gimnazjum ukończyła we Lwowie w 1917 r. Tam też odbyła studia polonistyczne na Uniwersytecie Jana Kazimierza, jednocześnie uczęszczając do lwowskiego konserwatorium muzycznego. Po rozpoczęciu działalności literackiej została członkiem Związku Literatów Polskich. Jej mężem został Stanisław Alberti, wraz z którym zamieszkiwała w Krakowie, od 1926 w Warszawie, krótkotrwale w Dąbrowie Tarnowskiej, a od 1930 w Białej Krakowskiej, gdzie Stanisław Alberti objął urząd starosty powiatu bialskiego. W tym czasie walnie przyczyniła się do ożywienia życia literackiego jak w Białej Krakowskiej tak i w sąsiadującym Bielsku. W dalszym ciągu zajmowała się twórczością literacką oraz szeroko rozumianą działalnością kulturalną. Była również tłumaczką: tłumaczyła z języków czeskiego i bułgarskiego. Małżeństwo w swoim domu prowadziło salon literacki, utrzymywało znajomość z Stanisławem Ignacym Witkiewiczem, który m.in. namalował portrety Stanisława Alberti. 
Po wybuchu II wojny światowej i śmierci męża, rozstrzelanego w 1940 przez NKWD w ramach części zbrodni katyńskiej dokonanej na terenach ukraińskiej, przeniosła się do Krakowa, gdzie działała w konspiracji. Była więziona w niemieckim obozie w Pruszkowie. Opuściła Polskę w 1945 roku udając się do Włoch z dokumentem tożsamości na nazwisko panieńskie Kazimiera Szymańska oraz zmienioną datą urodzenia 1 kwietnia 1907 roku. W 1951 r. wyjechała do Neapolu a później do Bari, gdzie kontynuowała działalność pisarską. Wydawała cykle esejów o poszczególnych prowincjach włoskich. Jej drugim mężem był włoski adwokat Alfonso Cocola (ur. 2 marca 1909, zm. 18 października 2000), który tłumaczył na włoski jej powojenne książki.

## Działalność literacka i kulturalna
Od 1925 r. związana była ze środowiskiem literackim skupionym wokół Jana Kasprowicza. Jako poetka zadebiutowała w 1927 r. zbiorem wierszy Bunt lawin: delikatnych i zmysłowych zarazem, lirycznych, nacechowanych atmosferą subtelnego erotyzmu. Pomimo „górskiej” tematyki i nazwy tomiku jego bohaterem nie są góry, lecz kobieta. W tym samym roku wydała tomik Mój film. Na jej dorobek poetycki składają się ponadto: Pochwała życia i śmierci (1930), Godzina kalinowa (1935), Więcierz w głębinie (1937), porównywane przez krytyków z poezją Iłłakowiczówny i Staffa. W wierszach zamieszczonych w tych tomach i licznych artykułach podejmowała tematykę społeczną, kobiecą i słowiańską. Wydana w 1928 r. jej powieść, zatytułowana wymownie Tatry, narty, miłość, wpisywała się w modny wówczas nurt literatury zakopiańsko-narciarskiej. Kolejna powieść, Ghetto potępione (1931), poruszała tematyką żydowską. Trzecia, Ci, którzy przyjdą (1934), daje głęboką analizę mieszczańskiej mentalności, przeciwko której buntuje się główna bohaterka Helena. 
Podczas pobytu w Białej utrzymywała kontakty ze środowiskami literackimi w całym kraju. W swoim mieszkaniu prowadziła salon literacki, w którym na otwartych spotkaniach gościła przedstawicieli sztuki i literatury. Zajmowała się upowszechnianiem literatury przez organizowanie spotkań autorskich i odczytów w szkołach i różnych stowarzyszeniach społecznych. Przez pewien czas prowadziła oryginalny kabaret artystyczny, do którego sama pisała teksty skeczów i piosenek, sama też reżyserowała przedstawienia. Współpracowała z wieloma pismami literackimi, regionalnymi („Zjednoczenie”, „Echo Beskidzkie”) i ogólnopolskimi. Organizowała liczne wystawy plastyczne (m.in. Adamowi Bunschowi), z którymi trafiała nawet do bielskich fabryk.
Na emigracji we Włoszech zajmowała się eseistyką i reportażem poświęconym Italii. Wydała w tym czasie jeszcze jeden tomik wierszy oraz cztery tomy reportaży. W cyklu „Kantyczka polskiego emigranta” dostrzegalne są jednak sentymenty jej pokolenia, wychowanego jeszcze w polskiej tradycji romantycznej, przeciwstawiane odchodzeniu dzieci emigrantów od polskości.

## Odznaczenie
- Złoty Krzyż Zasługi (10 listopada 1933)[8]

## Upamiętnienie

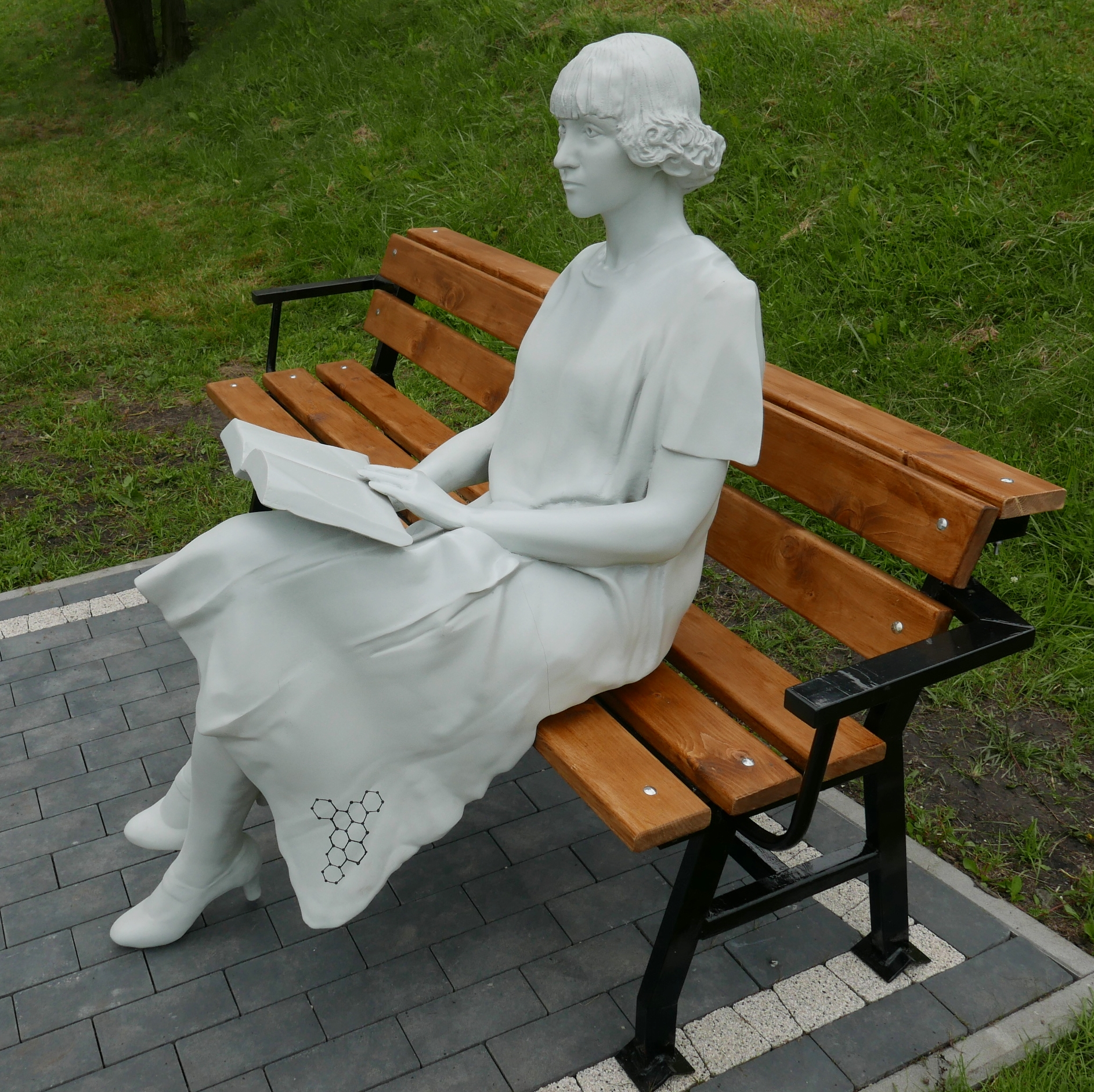
Pomnik Kazimiery Alberti na terenie Akademii Techiczno-Humanistycznej w Bielsku-Białej.

- Na mocy Uchwały nr XXXI/353/2000 Rady Miejskiej w Bielsku-Białej z dnia 27 czerwca 2000 r. nadano jednej z nowych ulic na osiedlu Langiewicza imię Kazimiery Alberti[9].
- Dnia 5 stycznia 2009 r. w Teatrze Polskim w Bielsku-Białej odbyła się premiera spektaklu opartego na biografii Kazimiery Alberti pt. Salon literacki Kazimiery Alberti w ramach cyklu „Fabryka Sensacji Proszyk i S-ka”[10].
- 26 listopada 2009 na budynku pod adresem plac Wojska Polskiego 11 w Bielsku-Białej[11], gdzie od 1930 zamieszkiwali Stanisław i Kazimiera Alberti, została odsłonięta tablica pamiątkowa honorująca małżeństwo[12].
- Dnia 26 czerwca 2018 roku na terenie Akademii Techniczno-Humanistycznej w Bielsku-Białej odsłonięto ławeczkę z postacią poetki, która trzyma w rękach książkę. Pomnik wykonano z materiałów polimerowych i grafenu w technologii druku 3D. To pierwszy pomnik w Polsce wykonany w takiej technologii[13].

## Twórczość

### Poezja polska
- Bunt lawin, wyd. Hoesick, Warszawa 1927
- Mój film, wyd. Księgarni F. Hoesicka, Warszawa 1927
- Pochwała życia i śmierci, wyd. Księgarni św.Wojciecha, Poznań-Warszawa 1930
- Godzina kalinowa, wyd. Gebethner i Wolff, Kraków 1935
- Usta Italji, wyd. Dom Książki Polskiej, Warszawa 1936
- Więcierz w głębinie, wyd. Księgarnia F. Hoesicka, Warszawa 1937
- Serce zwierzęce, wyd. Towarzystwo Ochrony Zwierząt w Bielsku i Związek Opieki nad Zwierzętami w Białej, Bielsko i Biała 1939

### Proza polska
- Tatry, narty, miłość, wyd. Hyperjon, Warszawa 1928
- Ghetto potępione. Powieść o duszy żydowskiej, wyd. Renaissance, Warszawa 1931
- Ci, którzy przyjdą. Powieść mieszczańska, wyd. Dom Książki Polskiej, Warszawa 1934
- Sekrety Apulii. (Fragmenty) „Fabrica Litterarum Polono-Italica” 2019, nr 1.

### Sztuki teatralne
- Xenia setzt sich durch (Xenia idzie przebojem, przetłumaczoną na język niemiecki komedią pt. My i oni), reż. Aleksander Marten, premiera w Teatrze Miejskim w Bielsku (Deutsche Theaterverein) 1936
- Wiosna w domu, reż. Zygmunt Noskowski, premiera w Teatrze Polskim w Poznaniu 1937

### Twórczość włoska
- L'anima della Calabria (Dusza Kalabrii), traduzione di Alfo Cocola, wyd. Conte, Napoli 1950
- Segreti di Puglia (Sekrety Apulii), wyd. Conte, Napoli 1951
- Magia ligure (Magia liguryjska), traduzione di Alfo Cocola, wyd. I.C.S., Napoli 1952
- Campania, gran teatro (Kampania, wielki teatr), wyd. I.C.S.S.D., Napoli 1953
- La bocca dell'Italia, poezje, wyd. Conte Pozzuoli, Napoli 1963
- L' anima della Calabria (Dusza Kalabrii), wyd. Soveria Mannelli, Rubbettino, 2007, ISBN 978-88-498-1923-6
- Italia celebre e sconosciuta, wyd. I.C.S., Napoli b.d.

### Artykuły włoskie
- Uno degli uomini più umani!: il miracoloso passaggio dello Stretto [w:] Parola di vita periodico bimensile d'azione giovanile cattolica, A. 44, nr 17(1965), s. 3.
- Gioacchino da Fiore: un santo senza l'aureola ufficiale [w:] Calabria Letteraria, a.26, nr 6–7–8–9(1978), s. 51–53.
- Un santo senza l'aureola ufficiale [w:] Calabria letteraria: periodico mensile di cultura regionale, nr 10 (1992), s. 42–43.
- Una tomba nel Busento: un'antica ballata gotica [w:] Calabria letteraria: periodico mensile di cultura regionale, nr 1 (1995), s. 76.
- Ibico, il grande poeta lirico reggino [w:] Calabria letteraria : periodico mensile di cultura regionale, nr 1(1996), s. 29–30.
- Mattia Preti: il "Porthos" e il "Cavaliere calabrese" [w:] Calabria Letteraria, a.44, nr 4–5–6 (1996), s. 17–19.
- Nella capitale dell'antico Bruzio [w:] Calabria letteraria: periodico mensile di cultura regionale, nr 7 (1996), s. 61–62.